# مسجد الحصن الأسفل
مسجد الحصن الأسفل هو مسجد تاريخي بُني عام 1173 هـ الموافق 1759م في منطقة عسير.

## الموقع
يقع المسجد في محافظة أبها بمنطقة عسير، جنوب غرب المملكة العربية السعودية.

## البناء
ما زال المسجد يحتفظ بهيئته الأصلية والمبني على طراز معمار السراة، يوفر المسجد تقنيات تحافظ على بيئة الموارد الطبيعية مثل حصاد مياه الأمطار وتخزينها في خزان المسجد ثم تنتقل إلى أماكن الوضوء. استخدمت أحجار جبال السروات وأخشاب محلية كشجرة العرعر لمتانتها وقوة تحملها في الأسقف والأعمدة والنوافذ والأبواب. كُسي المسجد بمادة الجص الأبيض، كما توجد غرفة جانبية بالمسجد تسمى "المنزالة" خصصت لضيافة عابري السبيل.

## الترميم
في عام 2022، اُختير المسجد من ضمن قائمة مشروع محمد بن سلمان لتطوير المساجد التاريخية، بلغت مساحة المسجد قبل وبعد الترميم 134.18 م²، وبطاقة استيعابية تصل إلى 32 مصلٍ.

## روابط خارجية
* تقرير لمسجد الحصن الاسفل من قناة السعودية الأولى.